# Slutj (vattendrag i Belarus)
Slutj (vitryska: Случ, ryska: Sluch’) är ett vattendrag i Belarus. Det ligger i den centrala delen av landet, 200 km söder om huvudstaden Minsk.
Trakten runt Slutj består till största delen av jordbruksmark. Runt Slutj är det glesbefolkat, med 20 invånare per kvadratkilometer.